# Politica di separazione familiare dell'amministrazione Trump

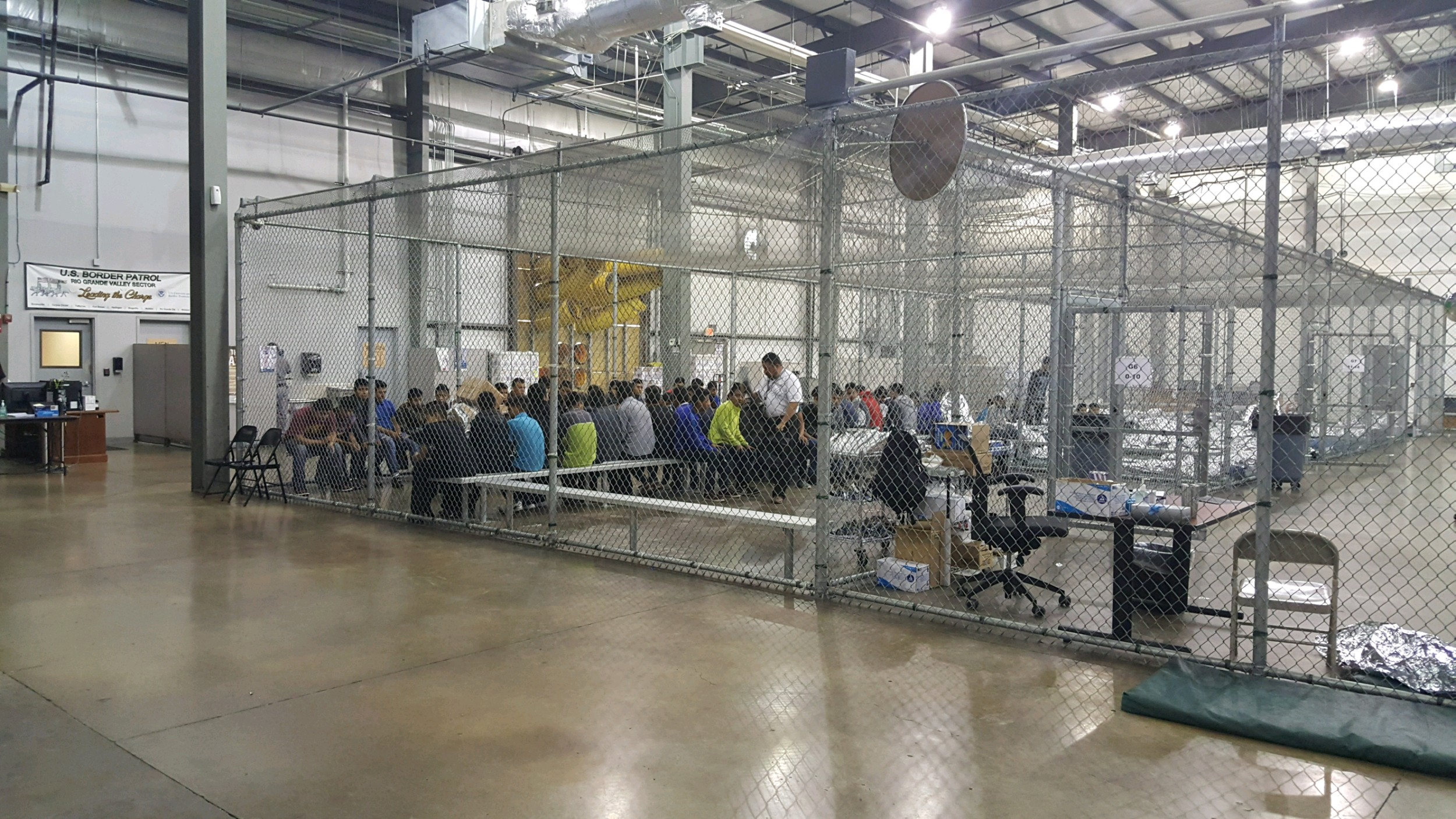
Centro di detenzione di Ursula a McAllen, Texas, datato giugno 2018

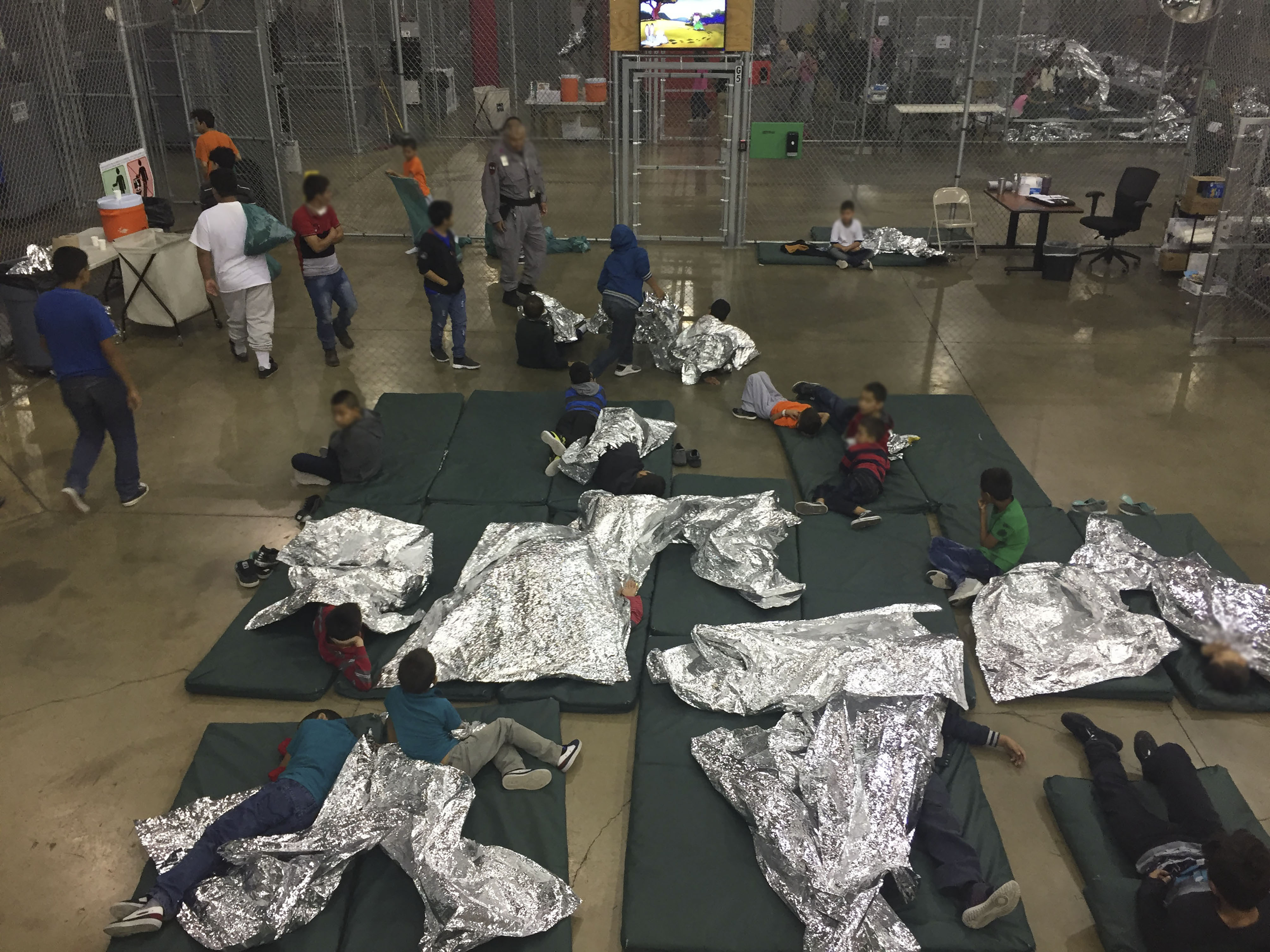
Bambini e ragazzi con materassini e coperte termiche sul pavimento

La politica di separazione familiare dell'amministrazione Trump è una politica di immigrazione avviata nel 2014 durante l'amministrazione Obama come presidente degli Stati Uniti. Un decreto Obama ha reso "la separazione delle famiglie una realtà" già nel 2014. Ci sono molte foto del 2014 di bambini tenuti in celle, separati per età e sesso. Nel giugno 2014, il membro del Congresso Henry Cuellar ha pubblicato foto di bambini in celle. Nel 2018, Cuellar ha affermato di aver rilasciato le foto di "bambini tenuti in celle" nel 2014 "perché è stato taciuto sotto l'amministrazione Obama". La politica è stata interrotta nel giugno 2018 da Donald Trump, ma a partire da febbraio 2019, diversi rapporti hanno mostrato che 245 bambini erano stati separati dalle loro famiglie dal veto di Trump, e in molti casi senza la documentazione adeguata necessaria per riunirli alla famiglia dopo la detenzione. Inoltre, l'amministrazione ha riconosciuto che c'erano migliaia di bambini separati dalle loro famiglie e che i funzionari del governo non avevano informazioni sui genitori dei bambini.
Secondo il Dipartimento della sicurezza interna, la politica ha portato alla separazione di circa 2.000 bambini dai loro genitori in sole sei settimane, anche se il numero potrebbe essere più alto. Ad aprile e maggio 2018, ogni giorno in media sono stati separati dai genitori 45 bambini; un totale di 30.000 bambini sarebbero stati detenuti entro agosto 2018.
La politica è associata alla repressione degli immigrati che attraversano illegalmente il confine tra Messico e Stati Uniti. In base alla politica, denominata "tolleranza zero", le autorità federali hanno separato i bambini dai genitori, dai familiari o da altri adulti che li hanno accompagnati oltre confine: gli adulti vengono inviati alle carceri federali, mentre i bambini e i neonati vengono posti sotto la supervisione del Dipartimento della salute e dei servizi umani.
La politica ha portato a gravi critiche e proteste sin dal suo annuncio pubblico da parte del procuratore generale Jeff Sessions il 7 maggio 2018. A giugno si sono svolte dozzine di manifestazioni, attirando migliaia di persone. A Washington, i membri del Partito Democratico al Congresso hanno marciato in segno di protesta. Anche molti gruppi religiosi si sono opposti alla politica, tra cui la Conferenza episcopale cattolica, la National Association of Evangelicals, la Chiesa di Gesù Cristo dei Santi degli Ultimi Giorni e la Southern Baptist Convention, una denominazione evangelica conservatrice e la più grande chiesa protestante d'America. La politica è stata condannata anche dall'American Academy of Pediatrics e dall'American Psychiatric Association. L'Ufficio dell'Alto commissario per i diritti umani delle Nazioni Unite ha invitato il governo Trump a "sospendere immediatamente la sua politica di separazione dei bambini dai loro genitori e gli attivisti per i diritti umani hanno denunciato la politica come una violazione dell'articolo 31 della Convenzione sui rifugiati.